# Старовойт, Наталья Витальевна
Наталья Витальевна Старовойт (род. 17 февраля 1962, Омск) — российская театральная актриса. Заслуженная артистка России (2004).

## Биография
Родилась 17 февраля 1962 года в городе Омске.
Окончила театральное училище (Екатеринбург), по специальности актриса драматического театра и кино (1984), педагоги — Ершова М. С., Воронова В.
Актриса Пензенского областного драматического театра имени А. В. Луначарского. Работала в Рязанском областном Театре для детей и молодёжи, в драматическом театре Сызрани. Амплуа: романтическая героиня, драматическая героиня.

## Роли в театре
- Василиса Карповна («На дне» — М. Горький);
- Ариэль («Буря» — Шекспир У.);
- Ида («Сад» — Бар-Йосеф Й.);
- Купавина («Волки и овцы» — Островский А. Н.);
- Мадлена Форестье («Милый друг» — Мопассан Г.де);
- Зинаида Саввишна («Иванов» — Чехов);
- Мэри («Вилла на холме» — С.Моэм);
- Наталья Петровна («Месяц в деревне» — Тургенев И. С.);
- Титания («Сон в летнюю ночь» — Шекспир У.);
- Эллида («Женщина с моря» — Ибсен Г.),
- Кабаниха («Гроза» — Островский),
- Марья Александровна Москалёва («Дядюшкин сон» — Достоевский),
- Элена («Деревья умирают стоя» — Касона),
- Вера Михайловна («Машенька» — Афиногенов),
- Норандо («Осторожно, артисты!» — Карло Гоцци),
- Цейтл («Поминальная молитва» — Горин),
- Сусанна Сергеевна («Красавец-мужчина» — Островский),
- Таня («С любимыми не расставайтесь» — Володин),
- Мод («Моя жена — лгунья» — Мэйо, Эннекен),
- Мария Лукьяновна («Самоубийца» — Эрдман),
- Антония («Свободная пара» — Д. Фо, Ф. Раме),
- Катерина («Семейный портрет с посторонним» — С. Лобозёров)
- Татьяна («Мужчина к празднику» — Н. Птушкина)

Работала с режиссёрами: В. Р. Белякович, Ф. С. Берман, В. Н. Иванов, П. Л. Монастырский, С. Ю. Стеблюк, О. М. Хейфиц, Н. А. Ширяев.

## Награды и звания
- Премия Губернатора Пензенской области «За достижения в профессиональном художественном творчестве» (2001).
- Почётное звание «Заслуженный артист Российской Федерации» (2004)[1].